# Marie-Louise Lachapelle

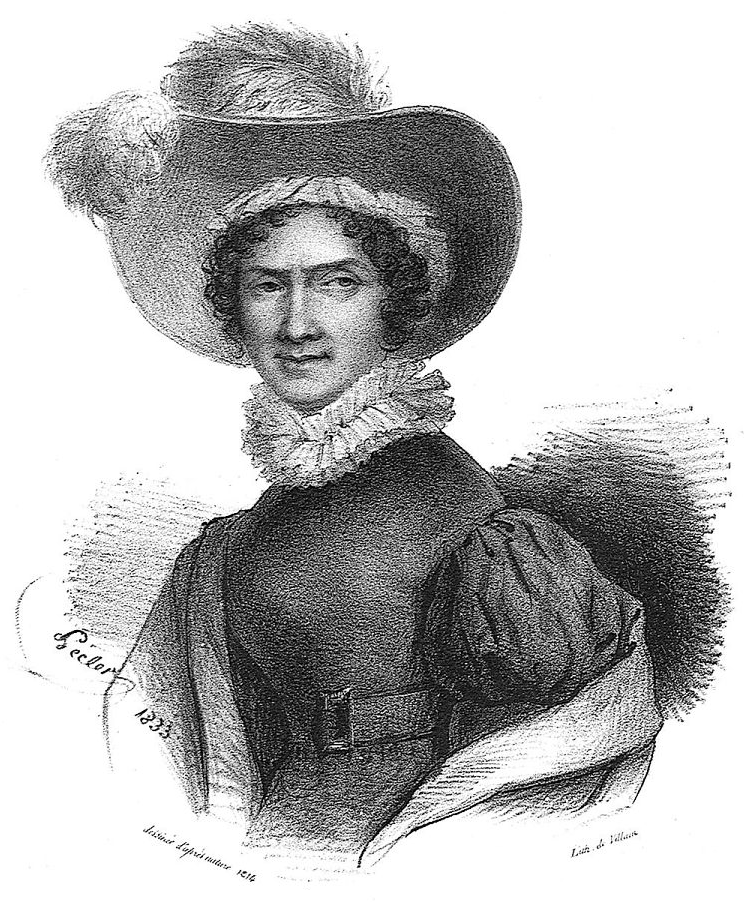
Portret van Marie-Louise Lachapelle in 1814

Marie-Louise Lachapelle (Parijs, 1 januari 1769 – 4 oktober 1821  ) was een Franse vroedvrouw. Ze had de leiding van de afdeling verloskunde in het Hôtel-Dieu, het oudste ziekenhuis van Parijs. Ze publiceerde leerboeken over het lichaam van de vrouw, gynaecologie en verloskunde. Lachapelle keerde zich tegen het gebruik van de verlostang en pleitte in haar standaardwerk Pratique des accouchements voor natuurlijke bevallingen. Ze wordt algemeen erkend als de grondlegger van de moderne verloskunde.

## Haar leven
Lachapelle was een dochter van Marie Jonet, een gerenommeerde vroedvrouw, en Louis Dugès, een functionaris in de volksgezondheid. Ze was enig kind, en was de kleindochter en dochter van vroedvrouwen. Ze leerde het vak van haar moeder, die op haar beurt het ook van haar moeder geleerd had. Op die manier ontwikkelde ze al snel een bekwaamheid. Toen ze vijftien was  beviel ze voor het eerst, waarbij zich complicaties voordeden, hoewel zowel moeder als kind overleefden dankzij de hulp van Lachapelle.  Acht jaar later, in 1792, trouwde ze met een chirurg die werkte in het Hôpital Saint-Louis .  Tussen 1792 en 1795 beviel ze van een dochter en stopte met werken.  Ze verloor haar man 3 jaar na de start van hun huwelijk. Ze ging daarom opnieuw werken om zichzelf en haar dochter te onderhouden. Haar dochter brak toen met de familietraditie en werd non. 

## Haar carrière
Al op twaalfjarige leeftijd hielp ze bij ingewikkelde bevallingen. Toen ze vijftien was, kon ze zelfstandig een versie uitvoeren – een risicovolle ingreep die bij fouten levensbedreigend kon zijn.  Op vijftienjarige leeftijd behandelde ze niet alleen een ingewikkelde bevalling, maar wist ze ook zowel moeder als kind te redden. Nog tijdens het leven van haar moeder was ze betrokken bij de reorganisatie van de kraamafdeling van het Hôtel-Dieu, waar ze haar moeder bijstond als assistent-hoofdvroedvrouw. Het ziekenhuis verzorgde vooral arme vrouwen en werd ondersteund door Notre Dame de Paris.  Het was het meest vooraanstaande verloskundige ziekenhuis van zijn tijd en stond bekend om zijn vroedvrouwenopleiding. In 1796 en 1797 studeerde ze verloskunde onder Franz Naegele, Ze gaf les naast professor Jean-Louis Baudelocque in het Hôtel-Dieu. 
Baudelocque zag de noodzaak van een systematisch georganiseerde opleiding voor vroedvrouwen. Dankzij haar medische ervaring en uitstekende reputatie werd Lachapelle door minister van Binnenlandse Zaken Chaptal gevraagd om de leiding te nemen over de nieuw opgerichte normaalschool voor verloskunde en het kinderziekenhuis La Maternité, een initiatief van de Napoleontische regering in Port Royal. Om zich goed voor te bereiden op deze hervormingen, trok Lachapelle naar Heidelberg voor verdere studie. Na haar terugkeer naar Parijs werd ze benoemd tot hoofd van het kraam- en kinderziekenhuis in het nieuw opgerichte opleidingscentrum Hospice de la Maternité, een uitbreiding van het Hôtel-Dieu in Port Royal
Lachapelle overleed op 4 oktober 1821 na een kort ziekbed aan maagkanker. Haar boek was op dat moment nog onvoltooid. Het werd later afgerond door haar neef, de gynaecoloog Antoine Louis Dugès, en in 1825 gepubliceerd onder de titel Pratique des accouchements; ou mémoires et observations choisies, sur les points les plus importants de l'art (“De praktijk van de bevallingen; of gekozen herinneringen en observaties over de belangrijkste aspecten van de kunst”). Het werk had een blijvende invloed op de verloskunde gedurende de negentiende eeuw. In haar werk sprak zij zich in de meeste gevallen uit tegen het gebruik van verlostangen en pleitte ze voor zo min mogelijk medische tussenkomst tijdens de bevalling.

## Onderwijs
Jean-Louis Baudelocque en Lachapelle werkten nauw samen aan de ontwikkeling van een opleiding voor vroedvrouwen. De opleiding bestond uit een jaarlange cursus, gevolgd door een streng examen. Bij succes ontvingen de studenten een diploma van de École de Médecine.
In het kader van haar onderwijstaak schreef Lachapelle talrijke boeken en verbeterde ze de zorg voor patiënten in ziekenhuizen. Ze leerde vroedvrouwen moderne bevallingstechnieken aan, waarbij ze mogelijke complicaties demonstreerde met behulp van modellen en autopsies uitvoerde op vrouwen die in het kraambed waren overleden. Dankzij haar zorgvuldige werkwijze kwam ziekte in haar ziekenhuis zelden voor. Een van haar bekendste leerlingen was de bekwame vroedvrouw Marie Boivin.
Lachapelle beschouwde haar studenten als familie. Ze ondersteunde hen zowel lichamelijk als geestelijk, liep rond op de afdelingen, bood troost aan patiënten en gaf met geduld les aan het personeel. In haar onderwijs legde ze sterk de nadruk op het belang van terughoudendheid tijdens de bevalling: tussenkomst was volgens haar alleen verantwoord wanneer het echt noodzakelijk was. Ze verzette zich dan ook tegen het gebruik van de verlostang, behalve in gevallen van absolute noodzaak.

## Bijdrage
Lachapelle wordt geprezen om haar waardevolle innovaties op het gebied van patiëntenzorg en de opleiding van vroedvrouwen. Zo probeerde ze toeschouwers uit de verloskamer te weren om de privacy van de bevallende vrouw te beschermen. Ze pleitte ervoor om een gescheurd perineum direct te behandelen en ontwikkelde bij placenta praevia een methode waarbij ze de baarmoedermond snel opende met tampons en het kind door draaiing ter wereld bracht – een ingreep waarmee ze zowel moeder als kind wist te redden.
Daarnaast vond ze technieken uit om een verkeerde ligging van het kind, zoals een aangezichtsligging of schuine ligging, te corrigeren, zodat een bevalling met tang mogelijk werd. Ook wist ze op doeltreffende wijze een uitgestoken arm of schouder terug te brengen voordat complicaties konden optreden.
Het werk van Lachapelle op het gebied van geboortetechnieken, hygiëne en onderwijs aan La Maternité besloeg het grootste deel van haar carrière. Ze werkte er nauw samen met haar vriend en collega Dr. Jean-Louis Baudelocque, die verantwoordelijk was voor het theoretische onderwijs. Lachapelle verbeterde de hygiënemaatregelen in het ziekenhuis aanzienlijk en haar inspanningen om de kindersterfte terug te dringen waren bijzonder succesvol. Onder meer door het aantal bezoekers te beperken droeg ze bij aan een veiligere omgeving voor moeder en kind.
Gedurende haar loopbaan begeleidde Lachapelle naar schatting zo’n 40.000 bevallingen. Deze enorme ervaring vormde de basis voor haar besluit om een leerboek over verloskunde en vroedkunde te schrijven. Een van haar belangrijkste innovaties was haar besef van de waarde van statistische gegevens. Ze verzamelde en analyseerde systematisch gegevens over duizenden bevallingen om tot beter gefundeerde inzichten te komen.
In 1819 publiceerde ze vijf casussen in de Annuaire Médico-Chirurgical, onder de titel Observations sur d'accouchements, waarin ze onder andere verslag deed van vaginascheuren, aangezichtsliggingen, vroegtijdige navelstrenguitdrijving en bevallingen voorafgegaan door convulsies.
In haar driedelige verhandeling introduceerde ze een verbeterde classificatie van foetale houdingen. Waar Baudelocque nog uitging van 94 variaties, bracht Lachapelle dit terug tot 22, wat zorgde voor meer overzicht en toepasbaarheid in de praktijk. Ze benadrukte bovendien voortdurend het belang van terughoudendheid bij het gebruik van medische instrumenten tijdens de bevalling.
Haar tabellen gaven voor het eerst duidelijke antwoorden op verloskundige vragen die tot dan toe onderwerp van discussie waren gebleven, zoals de gemiddelde duur van de zwangerschap, de duur van de bevalling en de frequentie van afwijkingen in het bekken.

## Publicaties
- (fr) Lachapelle, Marie-Louise (1821). Pratique des accouchemens ou Mémoires et observations choisies, sur les points les plus importans de l'art. J.B. Baillière, Paris.  (volume 1, volume 2, volume 3; Retrieved 6 February 2013.)

Ze publiceerde ook artikelen met haar observaties in het tijdschrift Annuaire Médico-Chirurgical en verstrekte statistische gegevens aan de leden van de Conseil d'administration des Hospices .

## Eerbetoon
- Doctoraat in de geneeskunde van een Duitse universiteit[7]

### Citaten
1. ↑  Delacoux 1833, pp. 97, 105.
2. ↑  (en) Epstein, Vivian Sheldon (19951994). History of Women in Science for Young People. V S E Publisher, p. 35. ISBN 978-0960100279.
3. ↑  (fr) Sages-femmes de mère en fille | Blog | Gallica. gallica.bnf.fr. Geraadpleegd op 4 mei 2025.
4. 1 2 3 4 5  Burton 2007, p. 101.
5. 1 2 3 4  Oakes 2002, p. 208.
6. 1 2  (fr) Sage Pranchère, Nathalie (2017). L'école des sages-femmes. Presses Universitaires François-Rabelais de Tours. ISBN 978-2-86906-422-5.
7. 1 2 3 4  Burton 2007, p. 98.
8. ↑  Alic 1999, pp. 306–307.

- Alic, Margaret (1999),  Proffitt, Pamela, red., "Marie-Louise (Dugès) Lachapelle", Notable Women Scientists, Gale Group, ISBN 0-7876-3900-1
- Burton, June (2007), Napoleon and the Woman Question: Discourses of the Other Sex in French Education, Medicine, and Medical Law 1799–1815, Texas Tech University Press
- Oakes, Elizabeth H. (2002), International Encyclopedia of Women Scientists, Facts On File, ISBN 0-8160-4381-7
- Ogilvie, Marilyn; Harvey, Joy (2000), The Biographical Dictionary of Women in Science, ISBN 0-415-92040-X
- Stanley, Autumn (1995), Mothers and Daughters of Invention: Notes for a Revised History of Technology, Rutgers University Press
- Annuaire médico-chirurgical des hopitaux et hospices civils de Paris, Paris: Crochard, 1819, bezocht 6 February 2013
- Delacoux, Aloïs (1833), "Lachapelle (Marie-Louise Dugès, veuve)", Biographies des sages-femmes célèbres anciennes, modernes et contemporaines (in French), Paris: Trinquart, pp. 97–106, bezocht 7 February 2013